# A. Muruganantham
A. Muruganantham (Arunachalam Muruganantham; * 1962 in Tamil Nadu, Indien) ist ein indischer Erfinder und Unternehmer. Muruganantham ist der Erfinder einer preiswerten, kleinen Maschine, mit der Frauen in Entwicklungsländern oder unterentwickelten ländlichen Gebieten selbst Damenbinden zu einem Bruchteil der marktüblichen Kosten herstellen können. Muruganantham hat es damit geschafft, sowohl ein Tabuthema in Indien in die Öffentlichkeit zu tragen und gleichzeitig auch die psychosozialen und hygienischen Bedingungen für Frauen in seinem Heimatland während der Menstruation grundlegend zu verbessern.
Das US-amerikanische Nachrichtenmagazin „TIME“ listete ihn deshalb 2014 unter den „100 Most Influential People“ (100 weltweit einflussreichsten Personen) in der Gruppe „Pioniere“ auf.

## Leben und Werk
Muruganantham wuchs in großer Armut auf. Sein Vater war Weber und starb, als Muruganatham 14 Jahre alt war. Er musste daraufhin die Schule abbrechen, um Geld zu verdienen. Seine Mutter arbeitete für Hungerlöhne in der Landwirtschaft. Während der Schulzeit hatte Muruganantham einen Preis für den Entwurf eines Hühner-Inkubators gewonnen.

### Erfindung
Kurz nachdem Muruganantham 1998 geheiratet hatte, bemerkte er, dass seine Frau heimlich schmutzige Stofffetzen sammelte. Als er sie darauf ansprach, erfuhr er von ihr, dass sie diese während ihrer Menstruation verwende, um Blut aufzufangen. Auf seine Frage, warum sie dieses unhygienische und entwürdigende Verfahren wähle, antwortete sie, dass die im Handel erhältlichen und von multinationalen Konzernen hergestellten Binden zu teuer seien und sie andernfalls nicht mehr genug Geld für Lebensmittel übrig hätte. Nach einer Studie des internationalen Marktforschungsinstituts ACNielsen aus dem Jahre 2010 verwenden lediglich 12 % indischer Frauen Binden während der Menstruation. Die anderen 88 % können sich keine Binden oder Tampons leisten, weil diese zu teuer sind. Stattdessen verwenden sie Stofffetzen, Asche, Zeitungspapier, getrocknete Blätter und ähnliches. Aufgrund dieser unhygienischen Maßnahmen leiden 70 % der Frauen in Indien an Infektionen der Geschlechtsorgane, wodurch die Krebsgefahr steigt.
Schockiert über diese Zustände, begann Muruganantham selbst, experimentell Damenbinden herzustellen, um seiner Frau einen Gefallen zu tun. Er musste aber schnell feststellen, dass das nicht so einfach war, wie er gedacht hatte. Wenn er abends von der Arbeit als Schweißer nach Hause kam, verbrachte er anschließend Stunden damit, neue Materialien und neue Herstellungsverfahren zu erproben, aber seine Frau und seine Schwester weigerten sich schließlich, seine Entwicklungen weiter für ihn zu testen. Zu Anfang hatte er die Binden aus Baumwolle hergestellt. Später kaufte er ein handelsübliches Produkt, um es zu untersuchen, und stellte dabei fest, dass sich die Kosten für das Rohmaterial auf etwa 10 Paise (ein Zehntel einer Indischen Rupie) beliefen, das Endprodukt aber für das 40-fache verkauft wurde. Da er aus einer Weberfamilie stammte, war er überzeugt, das Produkt selbst preiswerter herstellen zu können. Muruganantham begann anschließend, sowohl verschiedene Materialien zu testen, als auch eine einfache Maschine zu konstruieren, um Frauen die Möglichkeit zu geben, die Binden schnell, kostengünstig und in größeren Stückzahlen selbst für sich herzustellen.

#### Öffentliche Ausgrenzung und Stigmatisierung
Seine Beschäftigung mit dem Tabuthema „Menstruation“ führte allmählich zu einer Entfremdung zwischen ihm und seiner Frau und schließlich auch seiner Mutter, die sein Interesse, das sich ihrer Ansicht nach zu einer Obsession entwickelt hatte, nicht verstanden. Beide trennten sich schließlich von ihm. Muruganantham suchte nun andere Probandinnen, um weiterhin die von ihm hergestellten Binden testen zu können. Er sprach unter anderem Medizinstudentinnen an, die aber aus Scham nur sehr zögerlich auf sein Bitten reagierten. Der Grund war vermutlich, dass er ihnen die selbst hergestellten Binden zwar kostenlos zur Verfügung stellte, aber zur Bedingung machte, dass er sie nach Verwendung von den Trägerinnen zurückerhielt. Schließlich begann er, seine Produkte im Selbstversuch zu testen, indem er sie selbst trug und eine Menstruation dadurch simulierte, dass er sich ein Behältnis bastelte, das er mit sich herumtrug. Es enthielt Tierblut, das wiederum auf Druck durch einen Schlauch in die selbstgefertigte Binde lief. Das Blut hatte er von einem Schlachter und vorher so behandelt, dass es nicht gerann. Muruganantham testete auf diese Weise die Saugfähigkeit des Materials, aber auch die Trageigenschaft.
Seine intensive Beschäftigung mit dem Thema wurde allmählich in der Nachbarschaft bekannt. Diese verstand sein Interesse entweder nicht oder missverstand es als krankhafte Neigung oder Perversion und machte sich über ihn lustig.

„Women fled at the sight of me; people used to call me mental and wondered if I had weird diseases […] I was even suspected of being possessed by a bad spirit. No one used to come near me during full moons because of that. I had to meet what friends I had in secret.“

„Frauen nahmen Reißaus, wenn sie mich sahen. Die Leute erklärten mich für verrückt und fragten sich, ob ich an seltsamen Krankheiten litt […] Man verdächtigte mich sogar, von einem bösen Geist besessen zu sein. Bei Vollmond kam deshalb niemand in meine Nähe. Die Freunde, die ich hatte, musste ich heimlich treffen.“

Trotz dieser Rückschläge ließ sich Muruganantham nicht entmutigen, sondern verfolgte sein Ziel weiter. Nach weiteren zwei Jahren fand er endlich heraus, woraus die Binden bestanden. Er verfeinerte daraufhin seine Produktionstechniken. In der Zwischenzeit hatte er erfahren, dass eine handelsübliche, von der Industrie verwendete Maschine zur Herstellung von Damenbinden 300.000 £ kostete. Er entschloss sich, selbst eine einfachere und vor allem billigere zu entwickeln. Dazu benötigte er vier weitere Jahre. Seine Maschine mahlt, presst und sterilisiert mittels UV-Licht das Bindenmaterial, bevor das fertige Produkt verpackt wird. Wiederum zwei Jahre später, im Jahr 2006, gewann er für seine Maschine einen Innovationspreis des Indian Institute of Technology Madras. Er gewann ebenfalls einen Innovationspreis des indischen Präsidenten.

#### Die Maschine
Mittlerweile hat Muruganantham zwei verschiedene Typen von Produktionsmaschinen entwickelt. Alle sind einfach herzustellen und kosteneffizient. In nur vier Arbeitsschritten lassen sich Binden produzieren. Mit der einen – einfacheren – Version lassen sich täglich 1.000 Binden produzieren. Mit der zweiten, pneumatisch betriebenen Version können 3000 Stück täglich hergestellt werden. Der Verkaufspreis beläuft sich auf einen Bruchteil der industriell produzierten Ware.

#### Positive Nebeneffekte: Arbeitsplätze für Frauen und gestiegenes Bewusstsein
Eine Maschine kostet etwa 2.600 £ und wird direkt an Frauen auf dem Land verkauft. Die Finanzierung ist über Frauen-Selbsthilfegruppen, NGOs und spezielle Bankdarlehen gewährleistet. Im Kaufpreis inbegriffen ist eine dreistündige Einarbeitung der Bedienerin der Maschine, die anschließend wiederum drei weitere Frauen in der Produktion und Verteilung beschäftigen kann. Die Maschine sorgt also zusätzlich für Arbeitsplätze und Einkommen für unterprivilegierte Frauen auf dem Land. Gegenwärtig sind in über 800 kleinen Unternehmen 1.300 Maschinen in 27 indischen Bundesstaaten und in 17 anderen Staaten im Einsatz. Der Verkauf der so produzierten Binden findet von Frau zu Frau statt und wird oft von Krankenschwestern oder Hebammen übernommen. Murugananthams Ziel ist es, weltweit 100.000 Maschinen zu verkaufen und damit Arbeit und Einkommen für eine Million Frauen zu schaffen. Trotz Angeboten aus der Wirtschaft weigert sich Muruganantham, das Patent zu verkaufen.

### Durchbruch
Nachdem Murugananthams Arbeit immer mehr und weltweite Beachtung gefunden hatte und er für sein Engagement auch international renommierte Preise erhalten hatte, stieg auch sein Ansehen in seiner Heimat. Heute lebt er wieder zusammen mit seiner Frau und der gemeinsamen Tochter, und auch seine Mutter hat wieder zu ihm gefunden.
Seit einigen Jahren hält er auch weltweit Vorträge über seine Arbeit, so an verschiedenen Universitäten in Indien, aber auch an der Harvard University in den USA. 2012 hat er einen TED-Vortrag gehalten.

## Filme
2013 drehten die Filmemacher Amit Virmani und Seah Kui Luan den Dokumentarfilm „Menstrual Man“ über Muruganantham, seine Erfindung und den dadurch verursachten langsamen Bewusstseinswandel zu diesem Thema in Indien. Die Filmpremiere war im selben Jahr auf dem Full Frame Documentary Film Festival in Durham, North Carolina. Bei den Asia Pacific Screen Awards 2013 wurde der Film als „Best Feature Documentary“ nominiert.
2018 erschien zudem der Spielfilm Pad Man (Hauptrolle Akshay Kumar).